# Список персонажей мультипликационной серии «Земля до начала времён»
Информационный список персонажей серии американских мультфильмов «Земля до начала времён» (англ. The Land Before Time). Имена персонажей приводятся в порядке их появления в эпизодах серии, что и способствует порядку серий .

## Основные персонажи

### Детёныши динозавров
- Ли́ттлфут[пр. 1] (англ. Littlefoot)*[пр. 2] — детёныш бронтозавра[1]. Он не самый старший из детёнышей динозавров, однако является лидером в их компании. Он любит приключения, бывает непоседливым и непослушным, как любой ребёнок; в то же время он смелый и добрый, обладает такими замечательным качествами, как справедливость и чувство ответственности. Литтлфут никогда не подводит своих товарищей, и на него всегда можно положиться.
- Сэ́ра (Цэра)[пр. 3] (англ. Cera)* — детёныш трицератопса. Она сильная, бойкая и упрямая. Она пытается доказать другим, что она ничего не боится. Однако, Сэра добрая и является незаменимым другом для Литтлфута.
- Да́ки[пр. 4] (англ. Ducky)* — детёныш зауролофа. Самая старшая из динозавриков, но на лидерство не претендует из-за того, что она маленькая. Очень миролюбивая и большая оптимистка. У неё тринадцать родных братьев и сестёр, и ещё есть приёмный брат — Спайк, которого тоже очень любит (хотя иногда её выводит из себя его храп). Когда Спайк уходит со стадом Клинохвостых из Долины, она храбро пускается вдогонку за ним через заснеженные горы, чтобы вернуть своего названного брата.
- Пи́три (англ. Petrie)* — детёныш птеранодона[2]. Довольно нервный и трусоватый (сначала даже летать боится), но в сложных ситуациях ему удаётся преодолеть себя. У него, как и у Даки, много братьев и сестёр, но он предпочитает проводить время с Литтлфутом, Сэрой и остальными.[3] В отличие от остальных детенышей вылупление Питри осталось за кадром.
- Спайк[пр. 5] (англ. Spike)* — детёныш стегозавра, самый младший по возрасту из друзей Литтлфута. Его нашла Даки во время путешествия в Великую Долину. У него два главных занятия в жизни — еда и сон. Он — настоящий увалень, медлительный и неуклюжий, но зато добродушный и ласковый. Любит помолчать. Очень привязан к Даки; когда во время похода в Землю Туманов ей угрожала смертельная опасность от крокодилицы Дил, страх за неё заставляет его впервые заговорить.

### Взрослые динозавры
- Супруги Длинношеие (англ. Longneck)* — бронтозавры, дедушка и бабушка Литтлфута; очень мудрые, доброжелательные и уравновешенные. Как и положено дедушке и бабушке, любят и балуют единственного внука и учат его уму-разуму.
- Мистер Трёхрогий (англ. Daddy Topps)* — трицератопс, отец Сэры; суровый и раздражительный по характеру, обожает командовать и наводить «свой» порядок. На редкость самоуверенный; из-за этого однажды чуть не погиб вместе с дочерью, когда во время пожара в Долине решил искать спасения именно в той стороне, где опасность была самой большой. Вместе с тем он не лишён здравого смысла и способен признавать свои ошибки, хотя и весьма неохотно. Очень любит Сэру, а та во всём подражает ему.
- Мать Даки* (англ. Ducky's mother) — зауролоф, воплощение материнской любви. Она одинаково нежно и преданно заботится как о своих родных детях — Даки и её многочисленных братьях и сёстрах, так и о приёмном сыне Спайке.
- Мать Питри* (англ. Mother Petri) — птеранодон.

## Персонажи, появляющиеся в отдельных мультфильмах

### Земля до начала времён
- Мать Литтлфута (англ. Littlefoot's mother) — погибает почти в самом начале фильма, защищая сына и Сэру от нападения Острозуба. В дальнейшем появляется лишь в памяти и воображении Литтлфута.
- Землекоп (англ. Rooter) — старый самец-сколозавр; утешает Литтлфута после смерти его матери.
- Острозуб (англ. Sharptooth) — тираннозавр и главный антагонист фильма. Нападает на главных героев на протяжении почти всего мультфильма.
- Мать Сэры (англ. Mother of the Sara) — мать Сэры и первая супруга мистера трёхрога.
- Сестра и братья Сэры (англ. Sister and Brothers Sara) — ещё три детеныша мистера трёхрога.

### Земля до начала времён 2: Приключения в Великой Долине
- Оззи (англ. Ozzy) и Страт (англ. Strut) — два брата, струтиомимы. Лидером является Оззи (однажды говорит: «Я первый! Я всегда первый!»[4]). В отличие от трусоватого брата, он — наглый и предприимчивый. Именно ему приходит в голову идея заняться похищением яиц других динозавров, в результате чего в Долину нечаянно попадает Зубастик. Страт предлагает питаться растениями, на что Оззи не соглашается.
- Зубастик[пр. 6] (англ. Chomper)* — малыш-тираннозавр. Яйцо, из которого он вылупился, принесли в Долину Литтлфут и его друзья, перепутав его с яйцом, украденным Оззи и Стратом из гнезда Даки. Убедившись в своей ошибке, динозаврики решили дождаться, пока детёныш вылупится, и самим вырастить его, но когда оказалось, что это — тираннозавр, все очень испугались. Однако Литтлфут берёт Зубастика на своё попечение и пытается воспитывать. Зубастик настолько мал, что ещё не умеет говорить, но всем своим поведением даёт понять, что привязался к Литтлфуту не меньше, чем тот — к нему. Ему даже удаётся спасти Литтлфута и его друзей от Оззи и Страта — увидев его огромную тень на скале, те принимают его за взрослого Острозубого и в страхе бросаются наутёк. В конце фильма Зубастик встречается со своими настоящими родителями и вместе с ними уходит из Великой Долины.
- Супруги Острозубые (англ. Spouses Sharpened) — тираннозавры, родители Зубастика.

### Земля до начала времён 3: Время великих жертв
- Хип (англ. Hyp)* (гипсилофодон), Матт (англ. Mutt)* (муттабурразавр) и Нод (англ. Nod)* (нодозавр) — динозавры-подростки; задиры и хулиганы, считают себя очень «крутыми» и обижают Литтлфута и других малышей, но в дальнейшем выясняется, что они не такие уж плохие.
- Отец Хипа (англ. Father Hipa) — Такой же крикливый и задиристый, как его сын, так что даже Трёхрогий выговаривает ему по этому поводу. Затем, однако, проявляет себя как настоящий герой: когда в ущелье стая велоцирапторов атакует динозавров Великой Долины, он уводит Литтлфута, Сэру, Даки и остальных малышей в безопасное место, а когда велоцирапторы настигают их, вступает с ними в неравный бой, защищая детей.

### Земля до начала времён 4: Путешествие в Землю Туманов
- Старейшая (англ. Old One) — предводительница стада кочующих апатозавров; от неё Литтлфут узнаёт о Ночном Цветке — чудодейственном лекарстве для динозавров.
- Эли (англ. Ali)* — детеныш апатозавра; пришла в Великую Долину вместе с кочующим стадом апатозавров. Сверстница и подруга Литтлфута. Сначала у неё не складываются отношения с другими динозавриками — она их побаивается и, собираясь идти вместе с Литтлфутом за Ночным Цветком в Землю Туманов, ставит ему условие — не брать их с собой. Те, в свою очередь, ревнуют её к Литтлфуту( особенно недолюбливает ее Сэра), но в конечном итоге они становятся друзьями.
- Арчи (англ. Archie) — архелон. Литтлфут знакомится с ним в пещере, когда идёт за Ночным Цветком для дедушки. Когда Дил (см. ниже) нападает на Литтлфута, Арчи защищает его, а затем показывает главным героям короткий путь в Землю Туманов.
- Дил (англ. Dil) — самка дейнозуха. Дил — здоровая, злая и сильная крокодилица, хотя у неё плохое зрение, пытается любой ценой полакомиться динозавриками .
- Икки (англ. Ichy) — ихтиорнис — слишком мелкий и слабый, чтобы успешно охотиться в одиночку, и поэтому они с крокодилицей постоянно действуют в команде, однако, он очень эгоцентричный и наглый, и хотя он, конечно, в душе боится её, поскольку она может в любую минуту его съесть, если конечно он не успеет спастись тем, что умеет летать, он знает, как пользоваться доверием крокодила, он не только искушает Дил к решению съесть динозавриков, но и при этом смеет нахально командовать ею за её спиной, критиковать и даже обзывать крокодилицу, что иногда не мешает им ругаться друг с другом. Они пытаются поймать динозавриков, пока те странствуют по Земле Туманов, но из-за своих бесконечных разногласий каждый раз упускают добычу
- Пушок (англ. Tickles) — мегазостродон, обитающий в Земле Туманов. Помогает динозаврикам найти Ночной Цветок.

### Земля до начала времён 5: Таинственный остров
- Плавучий Острозуб (англ. Floating Sharpshoot) — кретоксирина; атакует Литтлфута и его компанию, когда те пытаются уплыть с острова.
- Зубастик — маленький тираннозавр, который одно время был на попечении Литтлфута. За время, прошедшее с тех пор, как родители увели его из Великой Долины, он заметно подрос и научился говорить. Радостно встречает старых знакомых, помогает им найти на острове убежище и пищу, а когда на них нападает Зелёный Острозуб — самоотверженно бросается на выручку.
- Супруги Острозубые (англ. Spouses Sharpened) — тираннозавры, родители Зубастика.
- Позолоченный Острозуб (англ. Plated Sharptooth) — гиганотозавр, неизвестно каким образом попавший на остров, где обитает семейство Зубастика. Но так как остров маленький и дичи на нём недостаточно, он не может обеспечить себе пропитание. Вконец изголодавшийся, упорно преследует Литтлфута и его друзей.
- Элси (англ. Elsie) — эласмозавр; спасает Литтлфута и Зубастика от акулы, а затем переправляет малышей с острова на Большую Землю.

### Земля до начала времён 6: Тайна Скалы Динозавров
- Дина (англ. Dinah) и Дана (англ. Dana) — маленькие близнецы-трицератопсы, племянники[пр. 7] Сэры. Очень шустрые и шаловливые, за ними нужен глаз да глаз. Однажды убегают в горы, и Литтлфуту с друзьями едва удаётся спасти их от Коричневого Острозуба и вернуть домой.
- Док (англ. Doc)* (Одинокий динозавр, англ. Lone Dinosaur) — диплодок, загадочный пришелец из Таинственного Далёка. Дважды спасённый Доком от гибели, Литтлфут верит сам и убеждает своих товарищей, что Док и есть тот самый легендарный герой-динозавр, в честь которого была названа Скала Динозавра.
- Коричневый Острозуб (англ. Brown Sharpshoot) — аллозавр.

### Земля до начала времён 7: Камень Холодного Огня
- Птерано (англ. Pterano) — птеранодон, дядя Питри. В своё время был изгнан из Долины за то, что из-за своей самонадеянности погубил доверившихся ему динозавров. Тем не менее, в душе он не такой уж и плохой: ему хватило храбрости исправить серьёзную ошибку и спасти динозавриков, включая своего племянника, хотя он по-прежнему считает, что достоин быть лидером и править Великой Долиной. Уверен, что сможет добиться своего, если найдёт Камень Холодного Огня.
- Ринкас (англ. Rinkus) (рамфоринх) и Сьерра (англ. Sierra) (сеарадактиль) — сообщники Птерано; прежде подчиняются ему, но потом за его спиной сговариваются избавиться от него, как только он приведёт их к Камню Холодного Огня. Дело в том, что они оба очень жадные, чтобы делиться и с ним. В основном хочет от него избавиться Ринкас, имея к нему характерное презрение и раздражительность, за то, что тот считает самым большим вожаком, хотя Сьерра почти всегда останавливала его из вежливости, так как она более снисходительна к Птерано (можно сказать, немного больше ценит его, как вожака), но потом, увидев, что тот не смог обладать силой камня, они с Ринкасом, ненадолго отделавшись от Птерано, сами решили воспользоваться этим камнем, но тоже безуспешно, что едва не стоило им жизни (далее их судьба неизвестна).
- Пестролицые (англ. Rainbow Faces) — пара галлимимов, самец и самка; обожают всё загадочное, и сами весьма загадочные. Тайно сопровождают детей в их путешествии за Камнем. Во время их песни в начале мультфильма, показывается в воображении, как Пестролицый держит на ладони атом. Это свидетельствует о том, что Пестролицые знают о мире гораздо больше чем обитатели Великой Долины, в том числе и мудрые бабушка и дедушка Длинношеие.
- Большой Летун (англ. The Big Flyer) — кетцалькоатль. Мама Питри приводит его на помощь Литтлфуту и его друзьям, которым грозит гибель во время извержения вулкана.

### Земля до начала времён 8: Великая стужа
- Мистер Толстонос (англ. Mr.Thicknose)* — пахиринозавр, старейший обитатель Великой Долины, наставник юных динозавров; все в Долине считают его самым сведущим и самым опытным, однако в дальнейшем выясняется, что о жизни за пределами Долины он знает лишь понаслышке. Тем не менее, он, как истинный наставник, чувствует ответственность за своих воспитанников и готов рисковать жизнью ради них.
- Типпи (англ. Tippy) — маленький стегозавр, пришедший со своей матерью и со своим стадом в Долину в поисках корма. Типпи младше Спайка, но более подвижный и лучше говорит; однако он и Спайк сразу становятся друзьями и играют вместе. Когда после наступления холодов стегозавры собираются покинуть Великую Долину, мама Типпи просит мать Даки, которая опекает Спайка с момента его появления в Долине, отпустить его с ними, чтобы он мог находиться среди сородичей.
- Серый Острозуб (англ. Mountain Sharptooth) — тираннозавр; преследовал главных героев во время перехода через горы.

### Земля до начала времён 9: Путешествие к Большой Воде
- Мо (англ. Mo)* — детёныш офтальмозавра; внешне похож на разноцветного дельфина с четырьмя плавниками на животе. Баловник и весельчак, обожает всякие шутки и розыгрыши. Является настоящим полиглотом: умеет разговаривать не только с морскими существами, но и с сухопутными динозаврами, и даже с насекомыми. Попал в Великую Долину в результате сильного наводнения и быстро подружился с Литтлфутом, а затем и с другими динозавриками; только Сэру раздражали его постоянные «приколы», однако впоследствии она к ним привыкла. Литтлфут и его друзья помогли Мо вернуться в море, к своей семье, а он, в свою очередь, показал им новую дорогу обратно в Долину (старая была разрушена землетрясением).
- Большой Морской Острозуб (англ. Great Sea Sharp) — лиоплевродон; тоже очутился в Великой Долине во время наводнения. Пытался напасть на динозавриков, но из-за землетрясения был завален камнями в подводной пещере. Выбравшись из ловушки, он пустился в погоню за Литтлфутом и остальными динозавриками. Мо отвлёк его и спас динозавриков. Друзья решили, что Мо погиб, и все (даже Сэра) очень горевали о нём, но оказалось, что тому удалось обмануть Острозуба и спастись. Мо сообщил друзьям, что Острозуб уплыл далеко в море.

### Земля до начала времён 10: Великая миграция Длинношеих
- Кроха[пр. 8] (англ. Shorty)* — маленький брахиозавр; очень похож на Литтлфута, но меньше ростом и имеет зелёную окраску. Был найден и усыновлен Броном в то время, когда тот странствовал, разыскивая свою семью, и привязался к нему, как к родному отцу. Вначале не ладил с Литтлфутом, потому что ревновал его к Брону, но потом подружился с ним.
- Брон (англ. Bron)* — отец Литтлфута. Литтлфут никогда раньше не видел его, потому что тот ещё до его рождения ушёл на поиски нового места для житья. По возвращении Брон уже не застал ни свою супругу, ни других родичей, и пустился разыскивать их. Во время своего долгого путешествия стал вожаком целого стада апатозавров. Литтлфут познакомился с отцом, когда вместе с дедушкой и бабушкой пришёл в Загадочное Место, и вскоре очень его полюбил, но вынужден был с ним расстаться.
- Сью (англ. Sue) — самка суперзавра; присоединяется к семейству Литтлфута по дороге в Загадочное Место. Слегка «комплексует» из-за своего необычайно высокого роста.
- Пэт (англ. Pat) — большой старый апатозавр; составляет компанию Сэре, Даки, Питри и Спайку, когда те отправляются вслед за Литтлфутом.
- Зеленый, красный и серый острозубы — Тираннозавры.

### Земля до начала времён 11: Вторжение Мелкозавров
- Три́я (англ. Tria)* — самка трицератопса, давняя знакомая отца Сэры; влюблена в него и ласково называет его «красавчиком» и «Топси». Тот, в свою очередь, испытывает по отношению к ней самые нежные чувства. Трия умна и великодушна, прилагает все усилия, чтобы поладить с Сэрой. Та сначала сильно ревнует отца и злится на Трию, но затем они всё-таки находят общий язык.
- Ски́ттер (англ. Skitter) — мусзавр, первый из мелкозавров, с которым встречается Литтлфут.
- Ли́ззи (англ. Lizzie) — сестра Скиттера; вскоре становится подругой Сэры, которая делится с ней своими переживаниями.
- Ро́ки (англ. Rocky) и Да́сти (англ. Dusty) — близнецы-мелкозавры.
- Большой Папочка (англ. Big Daddy) — старейший из мелкозавров.

### Земля до начала времён 12: Великий День Летунов
- Гви́до (англ. Guido)* — микрораптор-лунатик; где жил до появления в Великой Долине — неизвестно; ничего не помнит о себе, кроме собственного имени. В сомнамбулическом состоянии умеет летать, но наяву долгое время даже не подозревает об этом. Был принят в семью Питри, с которым очень подружился.
- Три́ша (англ. Tricia)* — младшая сводная сестра Сэры, дочь Топси и Трии. Совсем малышка, даже ещё не умеет говорить.
- Парусный Острозуб (англ. Sailback Sharptooth) — спинозавр.

### Земля до начала времён 13: Сила дружбы
- Луфа и Дуфа (англ. Luffa and Doufa) — желтопузые (бейпяозавры) которых провожали друзья до стаи, а затем до ягодной долины.
- Фуби (англ. Fubi) — желтопузый (бэйпяозавр) путешествовал вместе с Луфой и Дуфой до ягодной долины. В конце выяснилось, что он является мудрейшим. Имеет острое обоняние. Литфут часто обращался к нему за советом «Фуби, что ты чувствуешь?», но тот не умеет разговаривать. По росту самый маленький из желтопузых.
- Бариониксы (англ. Baryonyxes) — четверо злодеев, которые преследовали Литтлфута и его друзей, сопровождавших желтопузиков до ягодной долины. Главным в компании является темно-фиолетовый барионикс со шрамом на лице. Все они погибают после падения с обрыва ближе к финалу мультфильма.

### Земля до начала времён 14: Путешествие Храброго
- Этта (англ. Etta) — птеранодон.
- Дикий коготь (англ. Wild Claw) — нотроних.
- Пернатые острозубы (англ. Feathered toothed teeth) — ютиранны.
- Рогатый острозуб (англ. Horned ectodon) — карнотавр

## Персонажи, появляющиеся в мультсериале
В мультсериале «Земля до начала времён», продолжающем сюжетную линию мультипликационной серии, наряду с уже известными персонажами — Литтлфутом, его друзьями и близкими, появляется целый ряд новых.

## Прочие
В мультфильмах и сериале показаны также и другие доисторические животные, создающие своего рода «массовку»; их участие в развитии сюжета минимально — по сути дела, это статисты, которые безмолвствуют или ограничиваются отдельными репликами:
- Пахицефалозавры
- Овирапторы
- Коритозавры
- Анкилозавр
- Аллозавры
- Майазавры
- Ламбеозавры
- Игуанодоны
- Паразауролофы
- Стиракозавры
- Уранозавры